# سديم إشعاعي

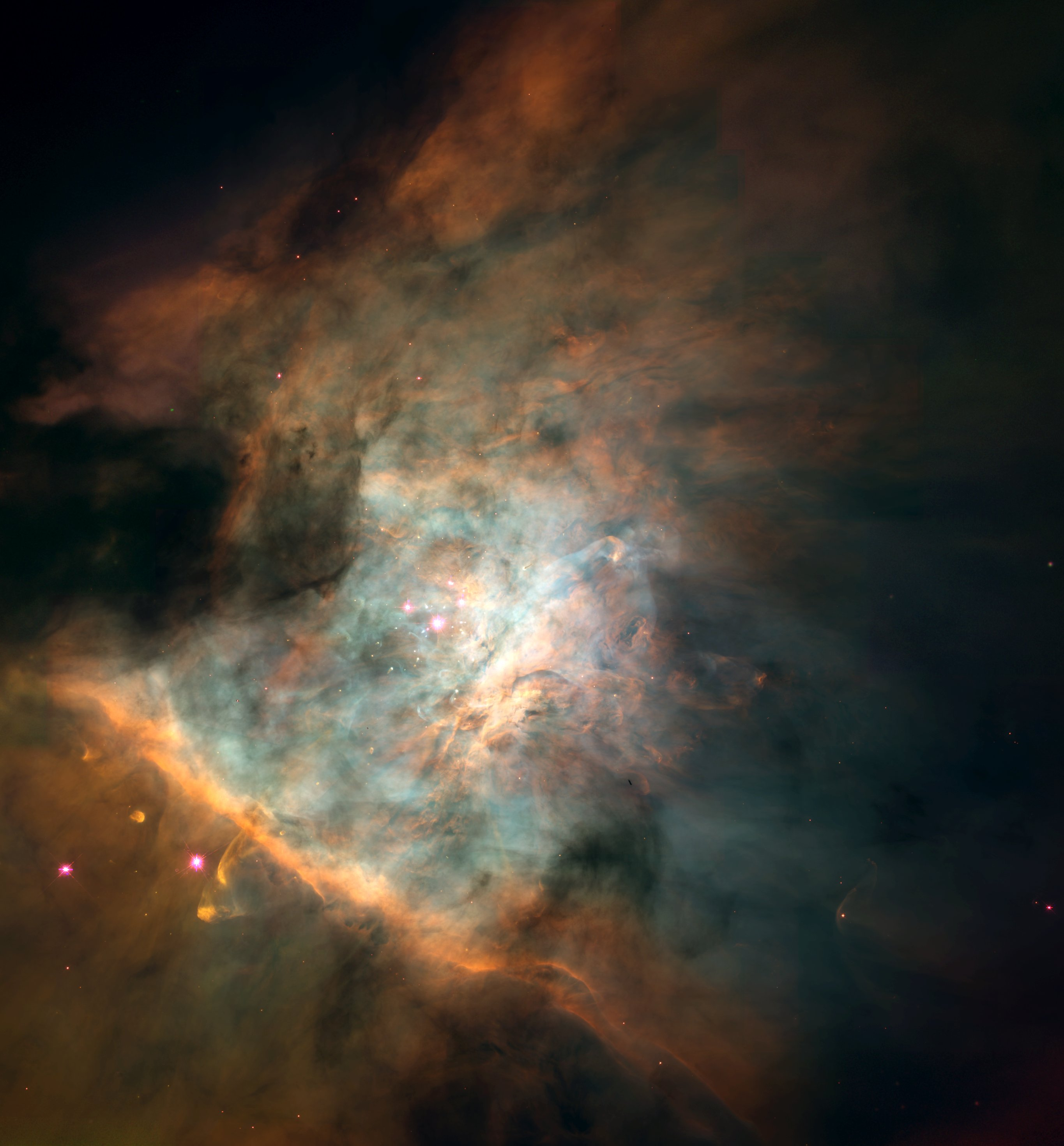
جزء من سديم الجبار

السديم الانبعاثي أو السديم الاشعاعي Emission Nebula هو سديم يلمع نتيجة اتحاد الإلكترونات بالبروتونات لتشكيل ذرات الهيدروجين، يحدث ذلك عندما يقترب الإلكترون من البروتون فيحدث تولد للطاقة تظهر على شكل ضوء أحمر، وحيث أن هذه العملية تحدث لغالبية الذرات داخل السديم في الوقت نفسه فإنه يظهر باللون الأحمر. وينشأ هذا السديم نتيجة انبعاث الأشعة فوق البنفسجية من نجم ما ساخن على سحابة من غاز الهيدروجين، وتحدث نتيجة لذلك عملية تأين للذرات (انتزاع الالكترونات من الذرات)، ومن الممكن أن تبدأ الإلكترونات الحرة بعد ذلك في عملية الاتحاد بأنوية الهيدروجين (البروتونات) وتشع عندئذ أشعة ضوئية حمراء. ومن أشهر تلك السدم سديم البحيرة وسديم أوميجا وسديم تريفيد وسديم الجبار.

## خواصها
مصدر الطاقة التي تعمل على تحفيز السديم على الإشعاع هو عادة فوتونات عالية الطاقة صادرة من أحد النجوم القريبة أو عدة نجوم قريبة. وتكون تلك الفوتونات من الأشعة فوق البنفسجية غير مرئية للعين، ولكن ترصدها تلسكوبات مخصوصة، أحسن تلك التلسكوبات تكون على متن أقمار صناعية حتى تتفادى امتصاص الغلاف الجوي للأرض الذي يحجب جزءا من الأشعة فوق البنفسجية.

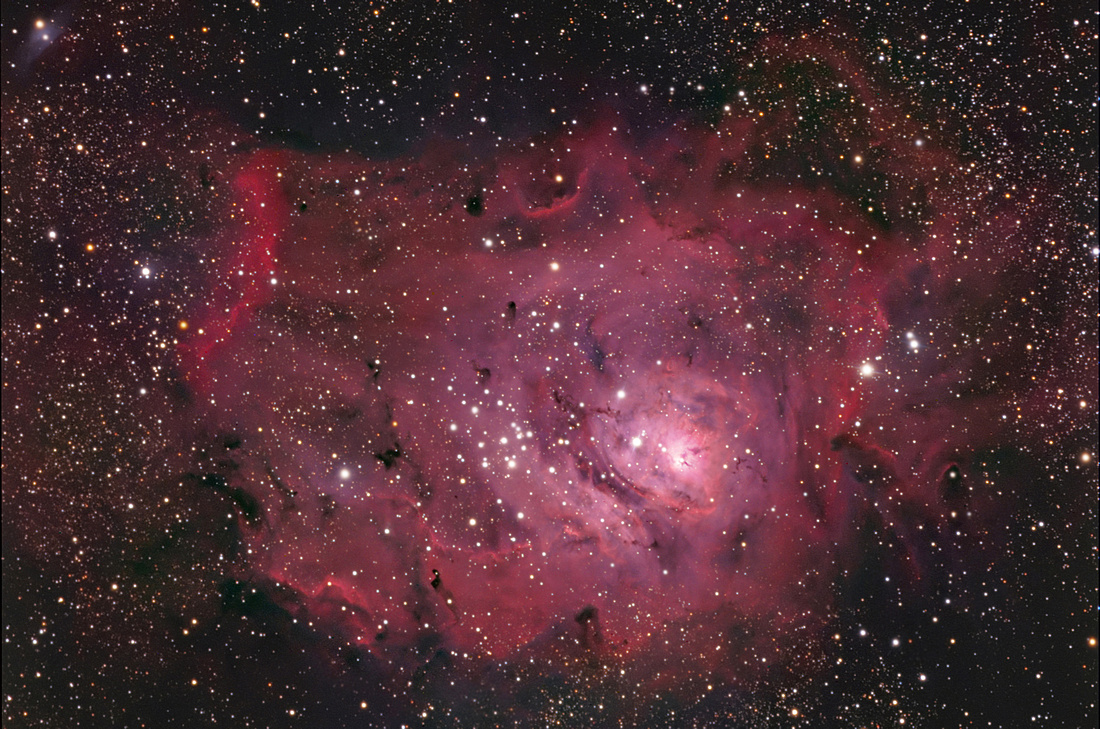
سديم إشعاعي: سديم البحيرة.

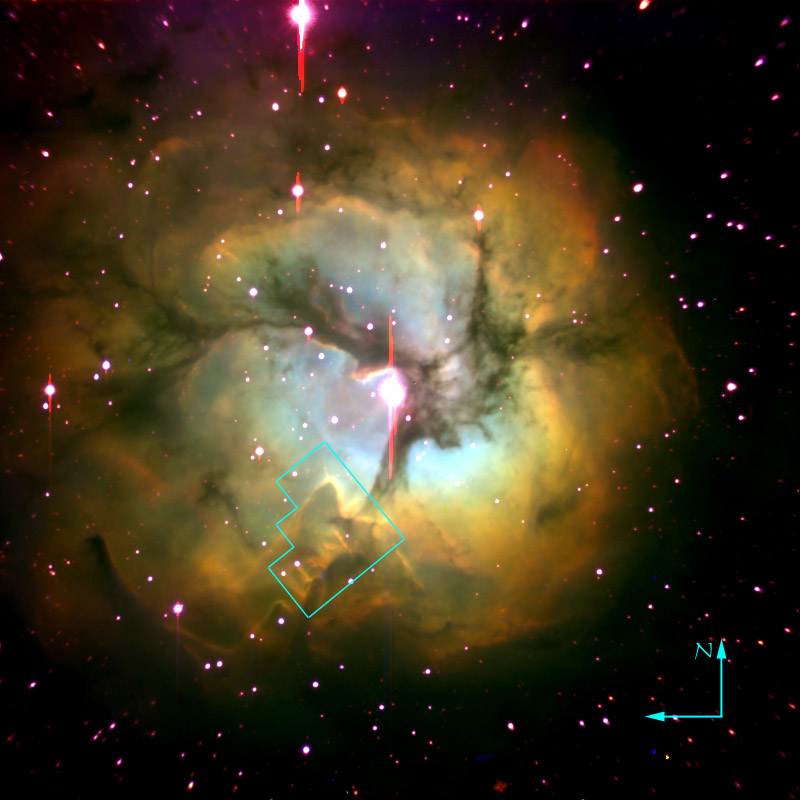
سديم تريفيد أو مسييه 20.

يحث تحفيز الذرات في غاز السديم بطريقتين:
1. التأين وعودة الارتباط  (ترابط الإلكترونات بالأيونات: تصتدم فوتونات عالية الطاقة بالإلكترونات في الذرات. وعندما تكون طاقاتها أعلى من طاقة ارتباط الإلكترون في ذرته (طاقة تأين) فتنفصل الكترونات من الذرة وتصبح إلكترونات حرة وتصبح الذرة أيونا. تسمى تلك العملية تأين ضوئي. ثم يمكن للإلكتونات الحرة إعادة ارتباطها بإحد الأيونات حيث تتحول طاقة حركتها إلى فوتون (شعاع). وغالبا ما يشغل الإلكترون بعد اصتياده من الأيون مستوى طاقة عاليا في الذرة الجديدة، وفي تلك الحالة تكون الذرة في حالة إثارة. ولكن الذرة لا تبقى على هذا الحال طويلا إذ يقفز الإلكترون فيها من المستوى العالي للطاقة إلى مستوة أقل. الفرق بين هاذين المستووين للطاقة بشعه الإلكترون ويكون له طول موجة (لون) وطاقة مميزة. وتتابع قفزات الإلكترون في الذرة المثارة حتى يصل الإلكترون فيها إلى مستوى الطاقة القاعي في الذرة.
2. حالات مثارة: يمكن لإلكترون مرتبط بذرة عن طريق امتصاص فوتون له طاقة معينة أن يصعد في الذرة إلى مدار ذو طاقة أعلى. ولا بد من أن تكون طاقة الفوتون مساوية بالضبط للقرق بين مستووي الطاقة بين المدار الأصلي والمدار ذو الطاقة العالية في الذرة. وقد يحدث ذلك على مراحل. كذلك عن عودة الإلكترون إلى المستوى القاعي للذرة فيمكن أن تتعدد قفزاته بين مستويات طاقة بينية، وتتم عملية إعادة اتحاد الإلكترون بالذرة. وبسبب تلك العمليات فنجد أن التحليل الطيفي للسدم الإشعاعية لا تكون في خطوط طيف متصلة كثيرة وإنما تكون عبارة عن خطوطا منفصلة شديدة الإضاء.

تكون النجوم المتسببة في اضاءة السحابة الإشعاعية غالبا نجوما ساخنة شابة من نوع التصنيف الطيفي
O أو B أو A حيث حي الوحيدة التي لها طاقة اشعاعية عالية. وغالبا ما تكون السحابة الهيدروجينية هي بقايا مولد تلك النجوم منها. وتسمى السدم الإشعاعية أيضا منطقة هيدروجين II ، فهي مناطق يكون فيها الهيدروجين متأينا.
كذلك ينتمي السدم الإشعاعية من حيث المبدأ إلى السدم الكوكبية والتي يكون فيها قزم أبيض ساخن جدا. وتكون السحابة عبارة عن ما ألقاه النجم الأصلي من غلافة الغازي في الفضاء قبل أي يصبح قزما أبيضا.

## ألوان أطيافها
يعتمد لون السحابة الغازية (السديم) على تكوينها الكيميائي وعلى طاقة الضوء الصادرة منها. ونظرا لوجود الهيدروجين بكثرة في الوسط بين النجمي وطاقة تأينه المنخفضة فإننا نجد الكثير من السدم يضيء في خط طيف H-alpha الذي تبلغ طول موجته 656,3 نانومتر المميز لها ولونه أحمر. فإذا كان في المنطقة طاقة كبيرة ناتجة من نجوم شديدة السطوع، فمن الممكن أن تتأين ذرات عناصر كيميائية أخرى في الوسط بين النجمي فتظهر السحابة بألوان أخرى مثل الأخضر والأزرق.
وعن طريق قياس طيف السديم يمكن للفلكيين تعيين العناصر الكيميائية المكونة له. ومعظم تلك السدم المضيئة تتكون من الهيدروجين بنسبة 90% . ويوجد معه الهيليوم وبعض من النتروجين والكربون والأكسجين (وهي عناصر خفيفة تبلغ كتلها الذرية بين 4 إلى 20).
من الأمثلة الجميلة للسدم الإشعاعية سديم البحيرة M 8 وسديم الجبار M 42.

وتحتوي السدم الإشعاعية غالبا عل أماكن مظلمة حيث تكثر فيها سحب كثيفة من الغبار وتسمى «سحب مظلمة»، وهي تمتص الضوء الساقط عليها ولا تسمح بمروره خلالها. وتختلط مناطق السديم المختلفة من مناطق مضيئة وأخرى مظلمة وتعطيها احيانا أشكالا خيالية، تجعلنا نعطيها أسماء مستوحاة من هيئتها مثل سديم القمع NGC 2264 الموجود في كوكبة وحيد القرن.

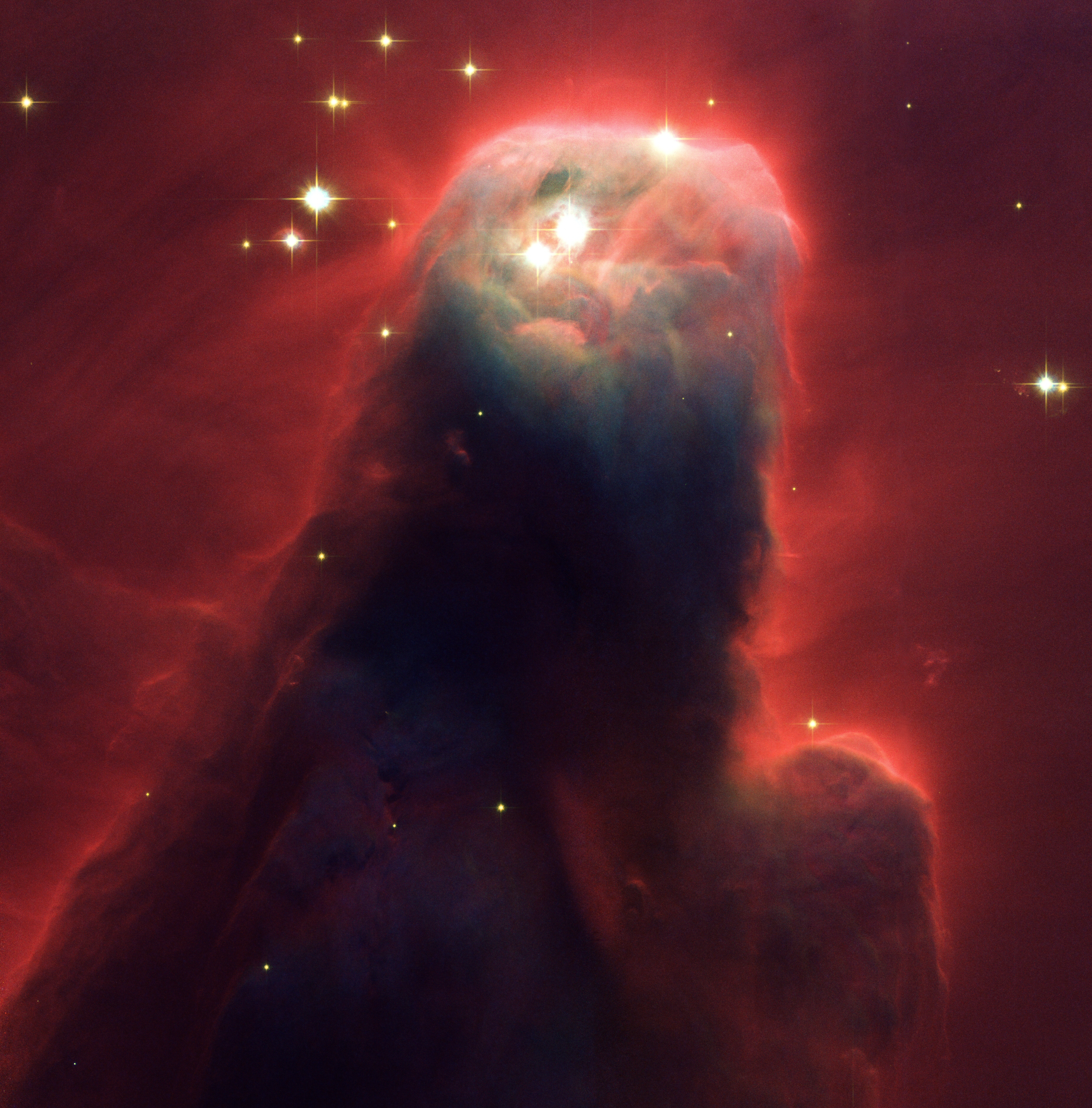
قمة سديم القمع ، صورة من تلسكوب هابل الفضائي.

يمكننا رصد السدم الإشعاعية والسدم المظلمة وتسمى احيانا سدم متداخلة. من أمثلتها نجد سديم أوميجا M 17 وسديم تريفيد M 20.